# Schizorhamphus scabriusculus
Schizorhamphus scabriusculus är en kräftdjursart som först beskrevs av Sars 1894.  Schizorhamphus scabriusculus ingår i släktet Schizorhamphus och familjen Pseudocumatidae. Inga underarter finns listade i Catalogue of Life.